# Grubmühle (Apfeldorf)
Grubmühle ist ein Gemeindeteil von Apfeldorf im oberbayerischen Landkreis Landsberg am Lech.

## Geografie
Die Einöde Grubmühle liegt circa drei Kilometer nordöstlich von Apfeldorf im Tal des Rottbach unterhalb des Kalvarienbergs.

## Geschichte
Grubmühle wurde im 15. Jahrhundert erstmals erwähnt.
Die Einöde gehörte zur Hauptmannschaft Apfeldorf des Pfleggericht Rauhenlechsberg. Im Jahr 1752 wurde ein Anwesen erwähnt, es war dem Kastenamt Rauhenlechsberg grundbar.